# Voyages de Victor Hugo
Pour un article plus général, voir Victor Hugo.

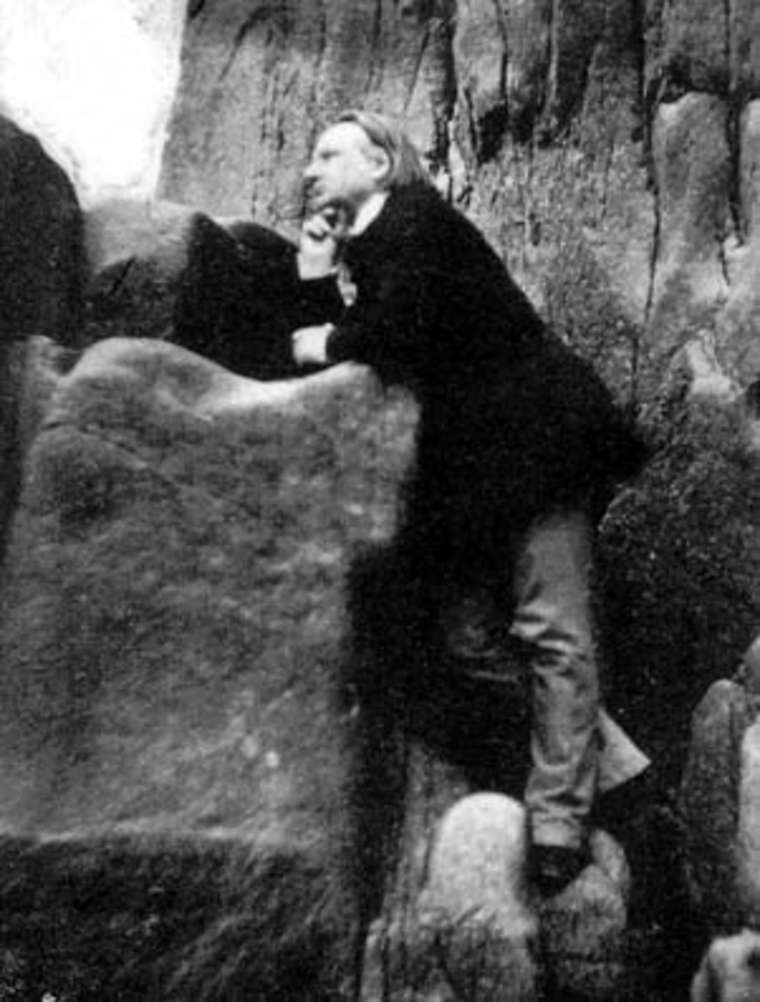
Hugo pendant son exil à Jersey (vers 1853-1855)

Victor Hugo en voyage s'est souvent attardé sur les lieux qu'il a parcourus comme exilé ou comme touriste, nous livrant de nombreuses et précieuses descriptions.
Ses points de vue amusés ou ses prises de position parfois bien tranchées sur des gens ou des situations ne manquent pas d'intérêt.
Parmi ses nombreux voyages, il séjourne à Marseille, Bastia, à Naples ou en Corse mais aussi en Bretagne

## Lieux visités
Voici l'ébauche d'une liste des lieux visités par Victor Hugo :

### Belgique
Salmchâteau où, en 1862, il dessine le Pont Madeleine et les ruines du château des comtes de Salm.
Plaine de la bataille de Waterloo
Bruxelles
Furnes
Louvain
Mons
Villers-la-Ville

### France

#### Normandie
Barfleur
Cherbourg
Dieppe le 8 septembre 1837
Eu
Les Pieux
Le Tréport le 7 septembre 1837

#### Somme
Abbeville, en 1835, du 26 juillet et 4-5 août; en août et septembre 1837, arrivant d'Amiens; en septembre 1849
Amiens, en 1835 et en septembre 1837
Ault, le 7 septembre 1837
Ailly-le-haut-clocher, septembre 1849
Bernay-en-Ponthieu,
Boves,
Cayeux-sur-Mer, le 9 septembre 1837
Corbie,
Crécy-en-Ponthieu,
Doullens,
Gamaches,
Le Crotoy où, adossé aux ruines du château, il dessine la Baie de Somme
Lamotte-en-Santerre,
Montdidier,
Moreuil,
Péronne,
Picquigny,
Pinchefalise hameau de la commune de Boismont,
Rambures,
Saint-Riquier,
Saint-Valery-sur-Somme, le 7 septembre 1837
Valines.

#### Provence
- Var

Les gorges d'Ollioules. Victor Hugo y passe en ...
« 
L'œil n'y voit plus rien qu'une roche jaune, abrupte, déchirée, verticale, à droite, à gauche, devant, derrière, barrant le passage, obstruant le retour, pavant la route et masquant le ciel. On est dans les entrailles d’une montagne, ouvertes comme d'un coup de hache, et brûlées d'un soleil de plomb. À mesure qu'on avance, toute végétation disparaît. Des bouches des cavernes, la plupart inaccessibles, sont béantes à toutes les hauteurs et de tous les côtés. On y distingue des entablements, des consoles, des impostes, toute une architecture naturelle et mystérieuse. Sur les crêtes même de la montagne, çà et là, des roches se courbent en arches et font des ponts aériens pour des passants impossibles. »

#### Occitanie
- Hautes-Pyrénées

Luz-Saint-Sauveur du 31 août au 1er septembre 1843
« Charmante vieille ville (...) délicieusement située dans une profonde vallée triangulaire. Trois grands rayons de jour y entrent par les trois embrasures des trois montagnes. Quand les miquelets et les contrebandiers espagnols arrivaient d'Aragon par la Brèche de Roland, ils apercevaient tout à coup à l'extrémité de la gorge obscure une grande clarté, comme est la porte d'une cave à ceux qui sont dedans. Ils se hâtaient et trouvaient un gros bourg éclairé de soleil et vivant. Ce bourg, ils l'ont nommé Lumière, Luz »,

### Grand-duché de Luxembourg
- Vianden

## Avant leGuide Michelinet leGault-Millau
Les commentaires de Victor Hugo sur le gîte et le couvert sont parfois féroces et versifiés.

## Le voyageur et les femmes
La réputation de Victor Hugo en tant qu'amateur de femmes (coureur de jupons) est connue. Il ne faut pas pour cela en conclure qu'il ait eu une attitude de « macho ». Ses récits de voyages vantent par exemple le rôle indispensable de la femme à l'auberge.
J’ai remarqué qu’il y a dans presque toutes les auberges une femme admirable. C’est l’hôtesse. J’abandonne l’hôte aux voyageurs de mauvaise humeur, mais qu’ils m’accordent l’hôtesse.
L’hôte est un être assez maussade. L’hôtesse est aimable. Pauvre femme ! quelquefois vieille, quelquefois malade, souvent grosse, elle va, elle vient, ébauche tout, achemine tout, complète tout, talonne les servantes, mouche les enfants, chasse les chiens, complimente les voyageurs, stimule le chef, sourit à l’un, gronde l’autre, surveille un fourneau, porte un sac de nuit, accueille celui-ci, embarque celui-là, et rayonne dans tous les sens comme l’âme. Elle est l’âme, en effet, de ce grand corps qu’on appelle l’auberge. L’hôte n’est bon qu’à boire avec des rouliers dans un coin.
En somme, grâce à l’hôtesse, l’hospitalité des auberges perd quelque chose de sa laideur d’hospitalité payée. L’hôtesse a de ces fines attentions de femme qui voilent la vénalité de l’accueil. Cela est un peu banal, mais cela agrée.
L’hôtesse de « La Ville de Metz » à Ste-Menehould est une jeune fille de quinze à seize ans qui est partout et qui mène merveilleusement cette grosse machine, tout en touchant par moments du piano. L’hôte, son père, - est-ce une exception ? – est un fort brave homme.
Étaples. Il y a là une auberge comme je les aime, une petite maison propre, honnête, bourgeoise, deux hôtesses qui sont deux sœurs jeunes encore, fort gracieuses vraiment, de fort bons soupers de gibier et de poisson, et sur la porte un lion d’or qui a un air tout doux et tout pastoral, comme il convient à un lion mené en laisse par deux demoiselles. Les deux maîtresses du logis font bâtir en ce moment, elles agrandissent leur maison. C’est de la prospérité. J’en ai été charmé. Je n’ai pas trouvé de meilleure auberge dans toute la Belgique. J’excepte pourtant Louvain et Furnes.
À Louvain, c’est l’hôtel du « Sauvage », tenu par une brave grosse châtelaine flamande, la cordialité même.
À Furnes, c’est l’hôtel de « La Noble Rose », vieux nom de senteur allemande qui m’avait attiré. L’hôtesse ici est une jeune fille, fille des maîtres du logis, jolie et modeste et pourtant accueillant bien, sans mines et sans pruderie. On ne voit pas ses vieux parents. C’est elle qui fait tout dans la maison et qui gouverne le groupe grossier des servantes comme une petite fée. Elle a un air de dignité singulière que rehausse sa grande jeunesse. Je lui disais entre autres fadaises que la noble rose n’était pas seulement sur son enseigne.

## Le voyageur et les pourboires
Hugo a écrit un texte très caustique à propos de la pratique généralisée et abusive du pourboire.

## Quand le trajet est long
Les étapes sont parfois longues. Quand Victor Hugo ne lit pas ou n'écrit pas dans la voiture, qu'il ne dort pas, ne somnole pas, ne converse pas avec d'autres occupants éventuels du véhicule, il observe et s'amuse, par exemple, en s'intéressant à la « technique » des cochers, usant ou abusant de leur instrument, le fouet.